# Badhaus (Volkach)

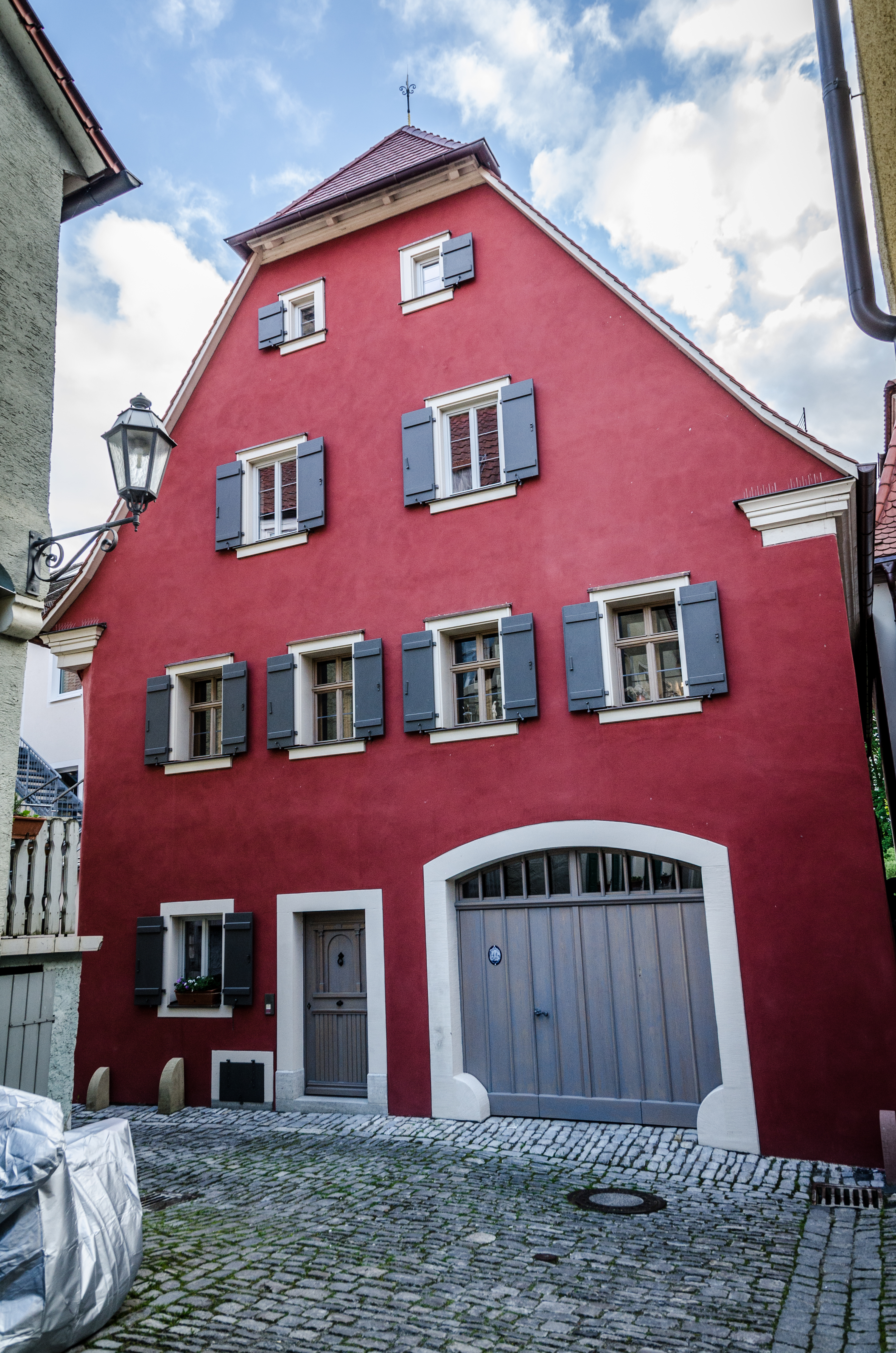
Badhaus in Volkach

Das Badhaus in Volkach, einer Stadt im unterfränkischen Landkreis Kitzingen in Bayern, wurde um 1450 errichtet. Das ehemalige Badehaus an der Badgasse 4 ist ein geschütztes Baudenkmal.

## Beschreibung
Der zweigeschossige Krüppelwalmdachbau mit Toreinfahrt im Erdgeschoss ist eines der ältesten Häuser der Region. Die Bemalung der Gefache ist mit der Jahreszahl 1596 bezeichnet. Die Massivholzdecken, völlig ohne Zwischenraum, der Erbauungszeit sind erhalten geblieben.
Die Eigentümer Ulrike und Mario Pierl erhielten im Jahr 2012 die Denkmalschutzmedaille des Freistaates Bayern für die vorbildliche Renovierung des Baudenkmals.